# 草山 (新北市山名)
草山，是台灣新北市瑞芳區南雅里、雙溪區牡丹里與貢寮區和美里交界處的一座山峰，標高715公尺。該山北側為半屏溪的源流區，西南側為雙溪支流牡丹溪的源流區，東側為北勢坑溪（梗枋北溪）的源流區，東北側為石梯坑溪的源流區。
草山是一座火山，其組成岩石主要為輝石角閃黑雲母石英安山岩與輝石黑雲母角閃石英安山岩，屬於基隆火山群。:154-156